# Grumman Corporation
«Гру́мман» («Грумман эркрафт энджиниринг» англ. Grumman Aircraft Engineering Corporation, позднее англ. Grumman Aerospace Corporation) — американская авиастроительная компания, существовавшая с 1929 по 1994 год, один из ведущих американских производителей военных и гражданских самолётов своего времени. Более двух третей доходов от продаж продукции и предоставляемых услуг составлял федеральный клиентский сектор обслуживания военных заказов (без учёта иностранных заказчиков американского вооружения и военной техники). В 1980-е годы стабильно входила в дюжину крупнейших подрядчиков военно-промышленного комплекса США по объёму заказов.

## История
Лерой Грумманн и его компаньоны в 1920-х годах работали в Loening Aircraft Engineering Corporation, до её покупки Keystone Aircraft Corporation. Грумманн и партнёры (Эдмунд Вар Пур, Уильям Шведлер, Джейк Свирбул и Клинт Тоул), основали свою компанию на старом заводе компании Cox-Klemin Aircraft Co. в Болдуине, Лонг-Айленд штат Нью-Йорк. Компания была названа Grumman Aircraft Engineering Corporation и была зарегистрирована 5 декабря 1929 года..
Первой моделью для ВМС США стал FF-1, биплан с убирающимся шасси, выпущенный в 1932 году. Во время Второй мировой войны Грумманн стал узнаваемым благодаря «Кошкам» — серии палубных истребителей ВМС США. F4F Wildcat и F6F Hellcat, менее известные Grumman F7F Tigercat и Grumman F8F Bearcat, (последние два не эксплуатировались во время Второй мировой), и торпедоносец TBF Avenger. «Грумман» стала 22-й компанией США по стоимости производственных контрактов во время войны. Компания выпускала по 500 самолётов в месяц (всего 17 тыс. до конца войны), они использовались в основном на тихоокеанском фронте против Японии. Продукция «Грумман» фигурировала в фильме «Топ Ган» и в многочисленных фильмах о Второй мировой войне, морской пехоте и ВМС США. В частях палубной авиации ВМС США до сих пор состоят на службе Grumman E-2 Hawkeye и Grumman EA-6 Prowler.
Первым реактивным самолётом компании был F9F Panther, за ним последовали модернизированные F9F/F-9 Cougar, и менее известный F-11 Tiger уже в 1950-х. В 1960-х годах успех компании принесли A-6 Intruder и E-2 Hawkeye, закрепленный в 1970-х с Grumman EA-6B Prowler и F-14 Tomcat. Также в 1950-х годах компания расширила сферу деятельности в производство автокомплектующих, каноэ и лодок. В 1958 году был представлен первый реактивный частный самолёт компании, названный Gulfstream I.
«Груманн» являлся генеральным подрядчиком при строительстве Лунного модуля для высадки человека на Луну. Контракт был подписан 7 ноября 1962 года и фирма построила 13 лунных модулей. Когда программа Аполлона подошла к концу, «Грумманн» был одним из претендентов на строительство «Шаттлов», но проиграл Rockwell International. В конце концов, компанию привлекли в программу «Шаттлов», но как субподрядчика изготовившего для Rockwell элементы оперения, и вертикальные стабилизаторы.
В 1969 году компанию переименовали в Grumman Corporation. В 1973 году началось производство палубного истребителя F-14 Tomcat; другой моделью 1970-х годов стал E-2 Hawkeye, применявшийся израильскими ВВС в Ливанской войне в 1982 году. В 1978 году дочерняя компания по производству частных самолётов Gulfstream Aerospace Corporation была продана. В том же году был куплен производитель автобусов Flxible, однако уже в 1983 году был продан, принеся 200 млн долларов убытков. В 1984 году были проведены испытания экспериментального самолёта Grumman X-29 с направленными вперёд крыльями. Из гражданской продукции компания с середины 1980-х годов выпускала Grumman LLV — лёгкий фургон для эксплуатации в Почтовой службе США.
В течение 1980-х годов Grumman вкладывала большие средства в научно-исследовательскую деятельность, но большинство проектов так и не принесли прибыль. Также компании не удалось снизить зависимость от военных заказов — по состоянию на 1992 год из 3,5 млрд выручки 90 % приходилось на Правительство США. В компании начались массовые увольнения персонала, число сотрудников сократилось с 33,7 тыс. в 1987 году до 21 тыс. в 1993 году. В 1994 году за возможность поглотить компанию развернулась борьба между Martin Marietta и Northrop Corporation; в итоге в апреле этого года победителем вышла Northrop, заплатившая за Grumman 2,17 млрд долларов. В результате сделки образовалась корпорация Northrop Grumman.
Новообразованная компания закрыла почти все свои заводы на Лонг Айленде, и переоборудовала заводские площади в Бекпейдже в жилой и офисный комплекс, штаб-квартира стала центральным офисом Cablevision, площади в Калвертоне переданы под офисно-промышленный комплекс. Самолётные ангары переданы под павильоны Grumman Studios, специализирующейся на теле- и кинопроизводстве. Часть имущества аэропорта используется как Grumman Memorial Park. Оставшиеся мощности Northrop Grumman — это кампус Battle Management and Engagement Systems Division в котором работают 2000 человек.

## Самолёты
военные
- Grumman FF1
- Grumman F2F
- Grumman F3F
- Grumman XF5F Skyrocket
- Grumman XP-50
- General Dynamics-Grumman F-111B
- Grumman G-118
- Grumman AF Guardian
- Grumman C-1 Trader
- Grumman E-1 Tracer
- Grumman S-2 Tracker
- Grumman E-2 Hawkeye
- Grumman C-2 Greyhound
- Grumman OV-1 Mohawk
- Grumman X-29

палубные истребители
- Grumman F4F Wildcat
- Grumman F6F Hellcat
- Grumman F7F Tigercat
- Grumman F8F Bearcat
- Grumman F9F Panther
- Grumman F-9 Cougar
- Grumman XF10F Jaguar
- Grumman F-11 Tiger
- Grumman F11F-1F Super Tiger
- Grumman F-14 Tomcat

гидросамолёты
- Columbia XJL
- Grumman JF Duck
- Grumman J2F Duck
- Grumman G-21 Goose
- Grumman G-44 Widgeon
- Grumman G-73 Mallard
- Grumman HU-16 Albatross

палубный штурмовик
- Grumman A-6 Intruder

торпедоносцы
- Grumman XSBF
- Grumman TBF Avenger
- Grumman XTB2F
- Grumman XTSF

самолёты радиоэлектронной борьбы и разведки.
- Grumman EA-6B Prowler
- General Dynamics/Grumman EF-111A Raven

гражданские
- - Grumman Gulfstream I
  - Grumman Gulfstream II
  - Grumman American AA-1 (1971-76)
  - Grumman American AA-1B Trainer (1971-76)
  - Grumman American AA-5 Traveler (1972-75)
  - Grumman American AA-5A Cheetah (1976-79)
  - Grumman American AA-5B Tiger (1975-79)
  - Grumman American Cougar
  - Grumman Ag Cat
  - Grumman Kitten
  - Grumman G-65 Tadpole

## Космические аппараты
Лунный модуль (LM), также известный как LEM (Lunar Excursion Module), — посадочный модуль, часть корабля «Аполлон».

## Прочая продукция
Grumman Olson — шасси для грузовиков и фургонов. Под брендом «Грумманн-Олсон» выпускались фургоны Р-600 и Р-6800 для UPS.
Grumman производила пожарные машины под названием Firecat и автомобили-вышки под названием Aerialcat. Предприятие вошло в сферу пожарной техники в 1976 году с покупкой Howe Fire Apparatus и закрыло это направление в 1992 году.
Производство каноэ было начато в 1944 году, под конец Второй мировой войны. По инициативе исполнительного директора Уильяма Хоффмана фирма использовала авиационный алюминий вместо традиционного дерева. Каноэ получили репутацию более крепких, лёгких и прочных нежели их деревянные собратья и имели значительную долю на рынке. В 1952 производство лодок было передано в Маратон, Нью-Йорк. В 1990 году подразделение по производству каноэ купила Outboard Marine Corp., и последнее каноэ под брендом Grummann было выпущено в 1996 году. Вскоре после этого бывшие руководители Grummann основали Marathon Boat Group для продолжения производства. В 2000 году было разработано соглашение с Northrop Grumman об использовании логотипа и названия Grummann. Каноэ Grummann использовалась в фильме «Избавление».
Flxible Metro — междугородний автобус (1978—1982).
Ben Franklin (PX-15) — научный глубоководный аппарат.
Grumman LLV — развозной фургон для почтовых служб США и Канады.
В 1984 году «Грумман» сдала в аренду первый аппарат МРТ в Манхэттане.